# Tornado de Daulatpur-Saturia
El tornado de Daulatpur-Saturia fue un tornado extremadamente destructivo que se produjo en el distrito Manikganj, Bangladés, el día 26 de abril de 1989. Ha sido el tornado más costoso y más mortífero en la historia de Bangladés; a pesar de existir gran incertidumbre sobre el número de muertos, las estimaciones indican que mató a alrededor de 1.000 personas, lo que lo convertiría en el tornado más mortífero en la historia mundial. El tornado afectó a las ciudades de Daulatpur y Saturia, moviéndose hacia el este a través Daulatpur y, por el noreste en Saturia . Una de las causas más probables de la creación del tornado, fue una extensa sequía de 6 meses en la zona, posiblemente generando condiciones para la creación de estos eventos climatológicos.

## Consecuencias
El daño fue sobre un área considerablemente grande. Un sinnúmero de árboles fueron arrancado de raíz y, literalmente, todas las viviendas en una extensión de 6 kilómetros cuadrados (km²) de la trayectoria del tornado fueron completamente destruidas. El tornado se estimó en aproximadamente una milla de ancho, y avanzó por cerca de 50 kilómetros de largo, a través de las áreas más pobres y los suburbios de Bangladés. Aproximadamente 80.000 personas se quedaron sin hogar, 12.000 resultaron heridas y cerca de 1.300 fallecieron a causa del tornado. Las localidades de Saturia y Manikganj estaban totalmente destruidas por el tornado. La calificación en escala Fujita-Pearson de este tornado es desconocida, esto debido a la mala construcción de las viviendas y la falta de datos; sin embargo se estima que fue de F3.

## Frecuencia
Bangladés es uno de los países con una de las mayores frecuencias de tornados, solo por detrás de Estados Unidos, Canadá y Argentina. Bangladés ha recibido otros tornados mortales, sin embargo éste en particular fue el peor en la historia del país.